# José Antonio Manzano
José Antonio Manzano "Manzano" (Barcelona, 11 de desembre de 1958 - Basilea, 31 de març de 2019) va ser un cantant de heavy metal i hard rock espanyol, membre del grup Banzai, a més d'altres. Des de finals dels anys 80 va treballar en solitari conegut com a Manzano, paral·lelament feia altres projectes. Va tenir un fill anomenat David Cristian Manzano.

## Carrera
Va començar la seva carrera amb el grup Còmic, amb els qui va gravar dos discos, Labios rojos (1980) i Conversación privada, (1981).
Després d'aquesta experiència es va unir a Tigres d'Or, després coneguts com a "Tigres". Després va arribar la seva banda més coneguda, Banzai, amb els qui grava Duro y potente (1984) i Alive N' Screamin (1988); També va gravar l'àlbum En la batalla (1985) amb el grup Zero.
El 1988 llança el seu primer disc en solitari, titulat Manzano, seguit de Xarxa Hot a l'any següent, i Al límit de la passió, de 1990.
Vint-i-set anys més tard, al Nadal del 2017, torna a publicar un nou àlbum, el qual va titular 4. Les presentacions en directe d'aquest, previstes per 2018, es veuen truncades per la recaiguda d'un càncer de còlon, amb el qual ja feia temps que lluitava i que ell mateix va fer públic mitjançant un missatge a través de les xarxes socials i mitjans de comunicació especialitzats.
Altres participacions de Manzano van ser Boys Will Be Boys d'Emergency (1993), Niagara III de Niagara, amb el grup barceloní Bruque, i novament amb Banzai, per al directe En viu i potent de l'any 2012.

## Discografia en solitari
Des dels anys 80 fins al 2017
- Manzano (LP. G.B.B.S. Records. 1988)
- Xarxa Hot (LP. G.B.B.S. Records. 1989)
- Al límit de la passió (LP i CD. G.B.B.S. Records. 1990)
- La meva religió (CD. Llegenda Records. 2015)
- 4 (CD. The Fish Factory. 2017)